# Жербекур-э-Аплемон
Жербеку́р-э-Аплемо́н (фр. Gerbécourt-et-Haplemont) — коммуна во французском департаменте Мёрт и Мозель, региона Лотарингия. Относится к кантону Аруэ.

## География
Жербекур-э-Аплемон стоит в 23 км к югу от Нанси на реке Мадон к северу от Аруэ. Соседние коммуны: Вуанемон и Сентре на севере, Леменвиль на северо-востоке, Орм-э-Виль на востоке, Аруэ и Аффракур на юге, Тантонвиль на юго-западе, Омельмон и Клере-сюр-Бренон на северо-западе.

## Демография
Население коммуны на 2010 год составляло 223 человека.
| 1962 | 1968 | 1975 | 1982 | 1990 | 1999 | 2010 |
| ---- | ---- | ---- | ---- | ---- | ---- | ---- |
| 135  | 115  | 111  | 154  | 201  | 215  | 223  |